# Robert Serrou
Robert Serrou, né le 30 avril 1924 à Montpellier (Hérault) et mort le 10 mai 2016 à Paris 5e, est un journaliste et écrivain français.

## Biographie
Grand reporter, rédacteur en chef adjoint, puis conseiller de la rédaction de Paris Match pendant près de cinquante ans (1952-2000), il a collaboré à Témoignage chrétien (1949-1950) et à La Croix (1949-1951). Il a travaillé pour la télévision française (1969-1972) et pour RTL (1972-1979).
Spécialiste des questions religieuses, vaticaniste, il a réalisé un très grand nombre de reportages à Rome pendant le concile Vatican II. Il a rencontré les papes Pie XII, Jean XXIII, Paul VI, Jean-Paul Ier, Jean-Paul II – qu’il a accompagnés dans plus de cent voyages – et Benoît XVI. Il est le premier journaliste, avec son confrère photographe Pierre Vals, à être entré pour un reportage dans les appartements privés du pape au Vatican, en 1952.
Parmi ses autres centres d'intérêt journalistiques, l'actualité sociétale et la culture, plus particulièrement la philosophie, la littérature et la musique. Il a notamment réussi à consacrer une couverture de Paris-Match à Pierre Boulez lors de l'inauguration de l'IRCAM, ce qui a entre autres suscité l'ire de l'un des journalistes musique du Nouvel Observateur qui a jeté sa vindicte contre le compositeur qui, écrivait-il dans les colonnes de l'hebdomadaire d'informations générales, en aurait été « réduit à se confier à la presse people » .

## Publications
- Au désert de Chartreuse, la vie solitaire des fils de saint Bruno, avec Pierre Vals, Éditions Pierre Horay, 1955
- Le Carmel, avec Pierre Vals, Éditions Pierre Horay
- La Trappe, lieu de silence, de prière et de paix, avec Pierre Vals,  Éditions Pierre Horay
- Les Clarisses, avec Pierre Vals, Éditions Pierre Horay
- Les Prémontrés, avec Pierre Vals, Éditions Pierre Horay, 1958
- Bernadette sur la terre comme au ciel, Paris Match - Hachette
- L'Ordre de Malte, Éditions Guy Victor, 1963
- Tempête sur l'Église, Fayard, 1969
- Ars, paroisse du monde, Mame
- Dieu n'est pas conservateur, Robert Laffont
- Jean-Paul II au service du monde, Hachette-Gamma, 1980
- Mère Teresa de Calcutta, Plon
- Pie XII le pape-roi, Perrin, 1992
- Lustiger, Cardinal, juif et fils d'immigré, Perrin, 1996 complété en 2001
- Baudouin le Roi, Perrin, 2000
- Ce à quoi je ne crois plus, Presses de la Renaissance, entretiens avec Alain Noël, théologien, 2001
- Dieu, Jésus et les autres, petit dictionnaire de rattrapage pour savoir qui est qui, qui fait quoi et pourquoi, Éditions Scali, Paris, préfacé par Mgr Jean-Michel di Falco, 2006
- Pie XII le dossier, éditions du Rocher, 2017, 496 p. (ISBN 2268091317 et 9782268091310, BNF 42212811, présentation en ligne, lire en ligne)  — ouvrage posthume.